# Anelassorhynchus loborhynchus
Anelassorhynchus loborhynchus is een lepelworm uit de familie Thalassematidae.
De wetenschappelijke naam van de soort werd in 1965 gepubliceerd door Datta-Gupta & Menon.